# José Feans
José Feans (Montevideo, 24 d'abril de 1912) és un boxejador uruguaià de destacada participació en els Jocs Olímpics d'estiu de 1936.
El 1936 va ser eliminat en els quarts de final de la categoria dels pesos pesants, després de perdre el combat contra l'argentí Guillermo Lovell.